# نيل ستراوس
نيل ستراوس (بالإنجليزية: Neil Strauss)‏ هو صحفي وكاتب أمريكي، ولد في 13 أكتوبر 1973 في شيكاغو في الولايات المتحدة.

## وصلات خارجية
- الموقع الرسمي